# 한현숙
한현숙(韓玄淑, 1970년 3월 17일~)은 대한민국의 핸드볼 선수이다. 대한민국 여자 대표팀의 일원으로 활약하였으며, 1988년과 1992년 하계 올림픽에서 금메달을 획득했다.